# Onorificenze neozelandesi
Il sistema di onorificenze della Nuova Zelanda venne creato nel 1975 per riconoscere i meriti ai neozelandesi con decorazioni proprie del loro stato. Precedentemente veniva adottato il sistema di decorazioni inglese, ma con le modifiche successive vennero privilegiati gli onori locali e solo alcuni ordini dinastici inglesi vennero mantenuti come conferimento specifico della regina inglese come capo del Commonwealth.
Il monarca della Nuova Zelanda è identificato come capo di tutti gli ordini presenti sul territorio e come tale esso/essa è identificato come l'unico ente che può concedere gli stessi ordini. In Nuova Zelanda il monarca è rappresentato da un Governatore Generale che suggerisce al sovrano la concessione delle onorificenze e che le concede fisicamente in nome dello stesso sovrano.

## Ordine di precedenza
Le onorificenze in grassetto sono riconoscimenti strettamente neozelandesi.

### Riconoscimenti speciali
| Nastro | Onorificenza                        | Post-nominale |
| ------ | ----------------------------------- | ------------- |
|        | Victoria Cross per la Nuova Zelanda | VC            |
|        | George Cross                        | GC            |
|        | New Zealand Cross                   | NZC           |

### Ordini
| Nastro | Onorificenza                                                           | Post-nominale                                    |
| ------ | ---------------------------------------------------------------------- | ------------------------------------------------ |
|        | Cavaliere/Dama dell'Ordine della Giarrettiera                          | KG/LG                                            |
|        | Cavaliere/Dama dell'Ordine del Cardo                                   | KT/LT                                            |
|        | Cavaliere/Dama di Gran Croce dell'Ordine del Bagno                     | GCB                                              |
|        | Ordine al Merito                                                       | OM                                               |
|        | Ordine della Nuova Zelanda                                             | ONZ                                              |
|        | Baronetto                                                              | Bt. o Bart.                                      |
|        | Cavaliere/Dama Gran Compagno dell'Ordine al Merito della Nuova Zelanda | GNZM                                             |
|        | Cavaliere/Dama Gran Croce dell'Ordine di San Michele e San Giorgio     | GCMG                                             |
|        | Cavaliere/Dama di Gran Croce dell'Ordine Reale Vittoriano              | GCVO                                             |
|        | Cavaliere/Dama di Gran Croce dell'Ordine dell'Impero Britannico        | GBE                                              |
|        | Ordine dei Compagni d'Onore                                            | CH                                               |
|        | Cavaliere/Dama Compagno dell'Ordine al Merito della Nuova Zelanda      | KNZM/DNZM                                        |
|        | Cavaliere/Dama di Commenda dell'Ordine del Bagno                       | KCB/DCB                                          |
|        | Cavaliere/Dama di Commenda dell'Ordine di San Michele e San Giorgio    | KCMG/DCMG                                        |
|        | Cavaliere/Dama dell'Ordine Reale Vittoriano                            | KCVO/DCVO                                        |
|        | Cavaliere/Dama di Commenda dell'Ordine dell'Impero Britannico          | KBE/DBE                                          |
|        | Knight Bachelor                                                        | conferisce il titolo di sir ma non post-nominali |
|        | Compagno dell'Ordine al Merito della Nuova Zelanda                     | CNZM                                             |
|        | Compagno dell'Ordine del Bagno                                         | CB                                               |
|        | Compagno dell'Ordine di San Michele e San Giorgio                      | CMG                                              |
|        | Commendatore dell'Ordine Reale Vittoriano                              | CVO                                              |
|        | Commendatore dell'Ordine dell'Impero Britannico                        | CBE                                              |
|        | New Zealand Gallantry Star                                             | NZGS                                             |
|        | New Zealand Bravery Star                                               | NZBS                                             |
|        | Compagno del Distinguished Service Order                               | DSO                                              |
|        | Luogotenente dell'Ordine Reale Vittoriano                              | LVO                                              |
|        | Compagno del Queen’s Service Order                                     | QSO                                              |
|        | Ufficiale dell'Ordine al Merito della Nuova Zelanda                    | ONZM                                             |
|        | Ufficiale dell'Ordine dell'Impero Britannico                           | OBE                                              |
|        | Compagno dell'Ordine del Servizio Imperiale                            | ISO                                              |
|        | Membro dell'Ordine Reale Vittoriano                                    | MVO                                              |
|        | Membro dell'Ordine al Merito della Nuova Zelanda                       | MNZM                                             |
|        | Membro dell'Ordine dell'Impero Britannico                              | MBE                                              |

### Decorazioni
| Nastro | Onorificenza                                                                 | Post-nominale |
| ------ | ---------------------------------------------------------------------------- | ------------- |
|        | New Zealand Gallantry Decoration                                             | NZGD          |
|        | New Zealand Bravery Decoration                                               | NZBD          |
|        | Royal Red Cross (Member)                                                     | RRC           |
|        | Distinguished Service Cross                                                  | DSC           |
|        | Military Cross                                                               | MC            |
|        | Distinguished Flying Cross                                                   | DFC           |
|        | Air Force Cross                                                              | AFC           |
|        | Royal Red Cross (Associate)                                                  | ARRC          |
|        | Balivo o Dama di Gran Croce del Venerabile Ordine di San Giovanni            | GCStJ         |
|        | Cavaliere o Dama di Giustizia o Grazia del Venerabile Ordine di San Giovanni | KStJ o DStJ   |
|        | Cappellano del Venerabile Ordine di San Giovanni                             | ChStJ         |
|        | Commendatore del Venerabile Ordine di San Giovanni                           | CStJ          |
|        | Ufficiale del Venerabile Ordine di San Giovanni                              | OStJ          |
|        | Membro del Venerabile Ordine di San Giovanni                                 | MStJ          |
|        | Scudiero del Venerabile Ordine di San Giovanni                               | EsqStJ        |

### Medaglie di galanteria e coraggio
| Nastro | Onorificenza                            | Post-nominale |
| ------ | --------------------------------------- | ------------- |
|        | Distinguished Conduct Medal             | DCM           |
|        | Conspicuous Gallantry Medal             | CGM           |
|        | George Medal                            | GM            |
|        | Distinguished Service Medal (Imperiale) | DSM           |
|        | Military Medal                          | MM            |
|        | Distinguished Flying Medal              | DFM           |
|        | Air Force Medal                         | AFM           |
|        | Queen's Gallantry Medal                 | QGM           |
|        | New Zealand Gallantry Medal             | NZGM          |
|        | New Zealand Bravery Medal               | NZBM          |

### Medaglie per servizio meritevole
| Nastro | Onorificenza                                         | Post-nominale |
| ------ | ---------------------------------------------------- | ------------- |
|        | Medaglia Reale Vittoriana (oro, argento, bronzo)     | RVM           |
|        | Queen's Service Medal                                | QSM           |
|        | New Zealand Antarctic Medal                          | NZAM          |
|        | New Zealand Distinguished Service Decoration         | DSD           |
|        | Medaglia dell'Impero Britannico                      | BEM           |
|        | Queen's Police Medal for Distinguished Service       | QPM           |
|        | Queen's Fire Service Medal for Distinguished Service | QFSM          |

### Altre medaglie di servizio
| Nastro | Onorificenza                                           | Post-nominale |
| ------ | ------------------------------------------------------ | ------------- |
|        | New Zealand Special Service Medal (Testaggio nucleare) | -             |
|        | New Zealand Special Service Medal (Tsunami in Asia)    | -             |
|        | New Zealand Special Service Medal (Erebus)             | -             |
|        | Polar Medal (in ordine di data di conferimento)        | -             |
|        | Imperial Service Medal                                 | -             |

### Medaglie commemorative, di giubileo e di anniversario
| Nastro | Onorificenza                                     | Post-nominale |
| ------ | ------------------------------------------------ | ------------- |
|        | Medaglia dell'incoronazione di Giorgio V         | -             |
|        | Medaglia del giubileo d'argento di Giorgio V     | -             |
|        | Medaglia dell'incoronazione di Giorgio VI        | -             |
|        | Medaglia dell'incoronazione di Elisabetta II     | -             |
|        | Medaglia del giubileo d'argento di Elisabetta II | -             |
|        | Medaglia del giubileo d'oro di Elisabetta II     | -             |
|        | New Zealand 1990 Commemoration Medal             | -             |
|        | New Zealand Suffrage Centennial Medal 1993       | -             |

### Medaglie di efficienza e lungo servizio
| Nastro | Onorificenza                                                                | Post-nominale |
| ------ | --------------------------------------------------------------------------- | ------------- |
|        | New Zealand Meritorious Service Medal                                       | -             |
|        | New Zealand Armed Forces Award                                              | -             |
|        | New Zealand Army Long Service & Good Conduct Medal                          | -             |
|        | Royal New Zealand Navy Long Service & Good Conduct Medal                    | -             |
|        | Royal New Zealand Air Force Long Service & Good Conduct Medal               | -             |
|        | New Zealand Police Long Service & Good Conduct Medal                        | -             |
|        | New Zealand Fire Brigades Long Service & Good Conduct Medal                 | -             |
|        | New Zealand Prison Service Medal                                            | -             |
|        | New Zealand Traffic Service Medal                                           | -             |
|        | New Zealand Customs Service Medal                                           | -             |
|        | Efficiency Decoration                                                       | ED            |
|        | Efficiency Medal                                                            | -             |
|        | Royal New Zealand Naval Reserve Decoration                                  | RD            |
|        | Royal New Zealand Naval Volunteer Reserve Decoration                        | VRD           |
|        | Royal New Zealand Naval Volunteer Reserve Long Service & Good Conduct Medal | -             |
|        | Air Efficiency Award                                                        | AE            |
|        | Queen’s Medal For champion shots of the New Zealand Naval Forces            | -             |
|        | Queen’s Medal For champion shots of the Military Forces                     | -             |
|        | Queen’s Medal For champion shots of the Air Force                           | -             |
|        | Cadet Forces Medal                                                          | -             |

### Medaglia della Rhodesia
| Nastro | Onorificenza   | Post-nominale |
| ------ | -------------- | ------------- |
|        | Rhodesia Medal | -             |

### Medaglia per l'indipendenza del Commonwealth
| Nastro | Onorificenza                        | Post-nominale |
| ------ | ----------------------------------- | ------------- |
|        | Papua New Guinea Independence Medal | -             |

### Medaglie varie
| Nastro | Onorificenza                                               | Post-nominale |
| ------ | ---------------------------------------------------------- | ------------- |
|        | Medaglia di Servizio del Venerabile Ordine di San Giovanni | -             |

### Onorificenze del Commonwealth
| Nastro | Onorificenza                                         | Post-nominale |
| ------ | ---------------------------------------------------- | ------------- |
|        | International Force East Timor Medal                 | -             |
|        | Australian Defence Medal (for ex-members of the ADF) | -             |
|        | Pingat Jasa Malaysia Medal                           | -             |

### Decorazioni ed onorificenze degli Stati Uniti
Decorazioni approvate dal sovrano neozelandese.
| Nastro | Onorificenza                          | Post-nominale |
| ------ | ------------------------------------- | ------------- |
|        | United States Bronze Star Medal       | -             |
|        | United States Army Commendation Medal | -             |
|        | United States Army Achievement Medal  | -             |
|        | United States Antarctic Service Medal | -             |

### Medaglie straniere
| Nastro | Onorificenza                                                    | Post-nominale |
| ------ | --------------------------------------------------------------- | ------------- |
|        | South Vietnamese Campaign Medal                                 | -             |
|        | Zimbabwe Independence Medal (Approved for restricted wear only) | -             |
|        | Kuwait Liberation Medal (Approved for restricted wear only)     | -             |
|        | Multinational Force and Observers Medal                         | -             |
|        | Korean War Service Medal                                        | -             |

### Medaglie dell'ONU
| Nastro | Onorificenza                                                                 | Post-nominale |
| ------ | ---------------------------------------------------------------------------- | ------------- |
|        | United Nations Service Medal for Korea                                       | -             |
|        | United Nations Truce Supervision Organisation Medal (UNTSO)                  | -             |
|        | United Nations Military Observer Group in India and Pakistan Medal (UNMOGIP) | -             |
|        | United Nations Special Service Medal                                         | -             |
|        | UN Medal for East Timor                                                      | -             |

### Medaglie della NATO
| Nastro | Onorificenza                                                   | Post-nominale |
| ------ | -------------------------------------------------------------- | ------------- |
|        | NATO Medal for the Former Yugoslavia                           | -             |
|        | NATO Medal for Kosovo                                          | -             |
|        | NATO Medal for Non-Article 5 Operations in the Balkans         | -             |
|        | NATO Medal for the Non-Article 5 ISAF Operation in Afghanistan | -             |